# Hågerup Å
Hågerup Å er en tilløbs-å til Odense Å, syd for Brobyværk på Fyn. Den udspringer ved landsbyen Høje nord for Kirkeby og løber gennem Karlsmosen, som er et nyere etableret vådområde med skov og sø, der bl.a. danner levested for havørnen, isfuglen, ravnen og den røde glente. Herfra løber åen videre nordpå, forbi Egeskov Slot, Sundsgården og Fjellebro Gods. Åen løber ud i Odense Å 1,5 km vest for landsbyen Hågerup. Den mere end 25 km lange å rummer, med sine mange sving og fald, gode forhold for bl.a. ørred.
Der er stadig enkelte steder, hvor åen ligger udgravet i en lige linje, hvilket begrænser ørredens levesteder. Det ses fra Egeskov Mølle ved Bøjdenvejen/Grønnebjergvej til Karlsmosen, syd for Fjellebro Gods og nord for landsbyen Krarup.
Hågerup Å ligger i Natura 2000 område 114, Odense Å med Hågerup Å, Sallinge Å og Lindved Å.